# Aeroporto di Grazzanise
L'aeroporto di Grazzanise "Carlo Romagnoli" (a volte citato come aeroporto di Caserta-Grazzanise) (ICAO: LIRM) è un aeroporto militare, aperto e autorizzato al traffico civile, situato a Grazzanise, in provincia di Caserta.
Presso la struttura è di stanza il 9º Stormo "Francesco Baracca" dell'Aeronautica Militare Italiana.

## Storia

### La costruzione e l'attività militare
Costruito durante gli anni sessanta, è intitolato alla memoria del tenente colonnello Carlo Romagnoli, decorato di medaglia d'oro al valor militare durante la seconda guerra mondiale. Ha ospitato, dal 7 dicembre 1961 il 10º Gruppo e dal novembre 1967, il 9º Stormo, ricostituitosi proprio su questo aeroporto dopo essere rimasto "in posizione quadro" dal 1943, anno del suo scioglimento a causa degli eventi conseguenti all'armistizio di Cassibile. Nel 1992 nell'aeroporto di Grazzanise fu deviato dal 2 al 15 novembre tutto il traffico dello scalo di Capodichino in quanto si rese necessaria la sostituzione del manto di asfalto della pista dell'aeroporto napoletano.
Dal 2006 la Squadriglia collegamenti è stata rimpiazzata dal ricostituito 21º Gruppo che, equipaggiato con elicotteri Agusta Bell 212 ICO, svolge compiti di supporto alle operazioni speciali. Il 21º Gruppo è impiegato dalla sua ricostituzione ad oggi nell'operazione ISAF, in Afghanistan. Nel febbraio del 2008 è stato firmato un protocollo di intesa tra l'allora presidente della regione Campania Antonio Bassolino e il ministro dei trasporti Alessandro Bianchi al tempo in carica, per la realizzazione del nuovo aeroporto di Grazzanise. In tal modo il traffico aereo in eccesso dell'aeroporto di Napoli verrebbe delocalizzato su Grazzanise, creando un sistema aeroportuale integrato che comprenderà anche l'aeroporto di Salerno-Pontecagnano.
Tra il 2011 e il 2012 è stata costruita una pista semipreparata in terra battuta, parallela all'attuale pista in cemento/asfalto, da parte del Genio Aeronautico, per permettere l'addestramento agli atterraggi e decolli su piste semipreparate, sia degli equipaggi di C-27J Spartan e C130J, sia delle forze speciali. Il 15 marzo 2012, in occasione della visita del capo di stato maggiore dell'Aeronautica, erano già cominciate le prime operazioni.

### L'aerostazione civile
Il 3 febbraio 2004 la regione Campania avviò un iter per l'apertura dell'aeroporto al traffico civile.
Nel luglio del 2009 venne firmato un accordo tra ENAC, il Ministero delle Infrastrutture e dei Trasporti e la regione Campania per affidare a Gesac la realizzazione e la gestione del nuovo aeroporto civile.
Nel 2013 tuttavia l'aeroporto fu escluso dal Piano nazionale per lo sviluppo aeroportuale, lasciando solo l'aeroporto di Napoli-Capodichino e quello di Salerno-Pontecagnano come gli unici due aeroporti civili della regione Campania.
Questa decisione è stata in seguito revocata e nell'aprile 2025, l'aeroporto è stato autorizzato dal Ministero della Difesa all'uso per finalità non militari, ergo civili, in modo compatibile alle necessità operative delle forze armate, diventando struttura duale.

## Reparti militari
Sede dal 1967 del 9º Stormo "Francesco Baracca", nel corso della sua vita operativa, l'aeroporto ha visto la presenza dei più importanti aviogetti dell'Aeronautica Militare Italiana, quali il North American F-86 Sabre, il Fiat G.91 e il Lockheed F-104 Starfighter.
Proprio il 9º Stormo e l'aeroporto hanno avuto in dotazione quest'ultimo caccia supersonico fino alla sua completa radiazione nell'ottobre 2004, in favore del successivo Eurofighter Typhoon; la radiazione dello Starfighter ha però coinciso con la naturale decadenza dello scalo, già iniziata alcuni anni prima con la fine della guerra fredda e la conseguente mutazione degli scenari internazionali e di conseguenza delle strategie di difesa. In conseguenza di ciò, il 10º Gruppo Caccia venne trasferito presso il 37º Stormo di stanza all'aeroporto di Trapani-Birgi, lasciando in aeroporto la sola squadriglia collegamenti ed il personale minimo necessario al funzionamento degli impianti. Attualmente il X gruppo dell'ex 9º Stormo da Trapani Birgi è passato sotto il comando del 36º Stormo di base all'aeroporto di Gioia del Colle (BA).

## Informazioni tecniche
Consta di una sola pista in conglomerato bituminoso e di una pista di rullaggio parallela a questa. Nello stesso sedime della base è stata allestita una pista semipreparata, utilizzata per addestrare gli equipaggi alle operazioni fuori area in condizioni di massima sicurezza, e garantisce un'agibilità di 24 ore al giorno.
È diviso in due zone distinte: l'area logistica e l'area operativa. Nell'area logistica sono ubicate tutte le strutture necessarie al supporto della base, quali l'Ufficio Comando, una caserma dell'Arma dei Carabinieri, una palazzina VAM (Vigilanza Aeronautica Militare), il circolo sottufficiali, le mense e tutte le altre opere di supporto. Nell'area operativa si trovano gli hangar dove vengono ricoverati i velivoli, le officine, i depositi carburante e tutte le infrastrutture aeroportuali necessarie all'attività di volo.
All'interno dell'aeroporto trova posto anche il laboratorio di propulsione aerospaziale PROPLAB del Dipartimento di Ingegneria aerospaziale dell'Università degli Studi di Napoli Federico II.

## Servizi aeroportuali
Sono offerti vari servizi; tra i quali i carburanti di tipo F-3, Jet A-1; JASU; ed ossigeno.

### Installazioni di comunicazione
- Avvicinamento: 135,250 - 233,975 - 362,3 MHz
- Torre di controllo: 118,025 - 122,1 - 257,8 - 234,65 MHz
- Radio aiuti: GCA, TACAN

### Installazioni luminose
- ABN (faro di aeroporto)
- RWY (luci lungo la pista)
- THR (luci sulla soglia pista)
- TWY (luci lungo la taxiway)
- OBST (luci sugli ostacoli)
- RWY 06 (sentiero di avvicinamento standard sulla pista 06)

### Installazioni di sicurezza
- Bliss BAK 12: Rwy 06-24 (cavo d'acciaio)
- Safeland 12-3F: Rwy 06-24 (rete)
- Difesa attiva: Rwy 06-24 (gruppo sopravvivenza delle forze)

## Collegamenti
Il collegamento ferroviario più vicino è costituito dalla stazione di Cancello Arnone, posta lungo la linea Roma-Napoli (via Formia), situata nel vicino comune di Cancello ed Arnone (CE), che dista circa 5 km dalla struttura aeroportuale.

## Dati

### Dimensioni
| RWY | TORA | ASDA | TODA | LDA  |
| 06  | 2991 | 3091 | 3346 | 2894 |
| 24  | 2991 | 3039 | 3407 | 2895 |

### Circuiti di traffico
- RWY 24: sinistro
- RWY 06: destro